# Christianisme en Syrie

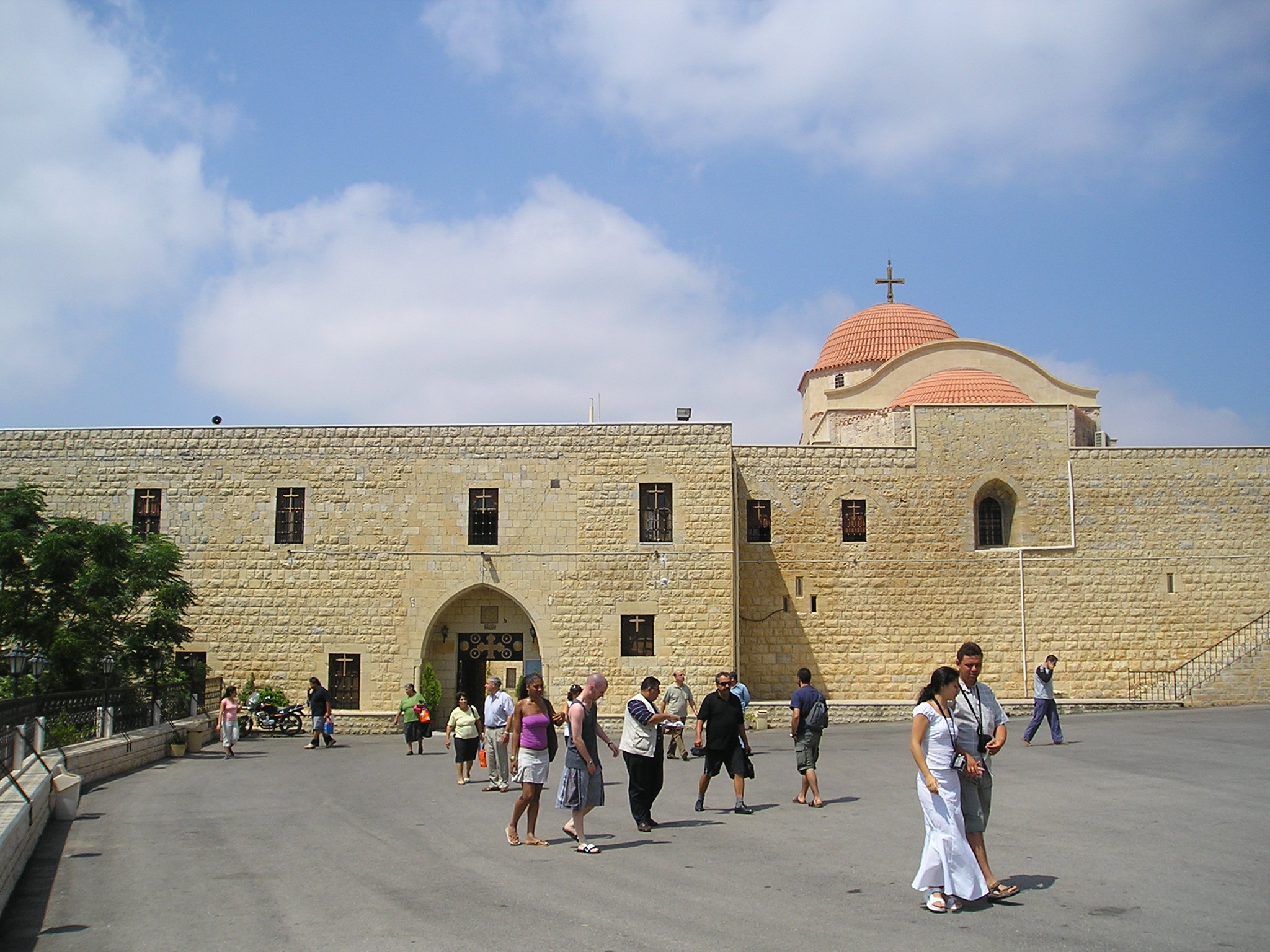
Monastère (grec) orthodoxe Saint-Georges dans la Vallée des Chrétiens

Le christianisme en Syrie regroupe différentes Églises chrétiennes qui se sont formées au cours de l'histoire du pays. L'ensemble des communautés constituait environ 15 % de la population du pays en 1905 (soit quelque trois millions de personnes), contre 10 % des Syriens avant le début du conflit en 2011.
Et actuellement 3 à 5% en 2025.
C'est une des plus anciennes communautés chrétiennes au monde.

## Communautés chrétiennes

### Les Églises nationales syriennes
Plusieurs Églises se partagent le territoire syrien. Dans ce contexte, le mot « nationale » dans « Églises nationales » ne doit pas être compris en relation avec un quelconque nationalisme politique ; il se rapporte uniquement à la structure fonctionnelle des Églises dont l'organisation en patriarcats remonte à une époque où les frontières dans la région ne délimitaient pas les mêmes pays.

#### L'Église syriaque orthodoxe
Appelée Suriyani en arabe, et Suryoyo en syriaque, c'est une Église orthodoxe. Elle se considère comme l'Église mère de toutes les Églises du "Levant" (Irak, Syrie, Liban, Palestine, Jordanie) : autonome depuis 543, elle est issue de l'Église d'Antioche fondée en 38 après Jésus-Christ à Antioche par saint Paul, au cours de son voyage vers Rome[réf. nécessaire]. L'église originelle est une petite grotte ornée d'un poisson et de l'alpha et l'oméga située au centre d'Antioche.
En 451, le concile de Chalcédoine divise l'Église syriaque entre l'Église orientale orthodoxe (Église Roum) (pour la théologie, voir Églises des sept conciles), et l’Église syriaque syrienne orthodoxe (pour la théologie, voir Églises des trois conciles).
Cette Église a eu très tôt de très bon rapports avec les Arabes. Les Ghassanides (الغساسنة) formaient une tribu arabe chrétienne qui faisait partie de l'Église syriaque, mais qui se distinguait par sa doctrine monophysite (pour la théologie, voir Églises des deux conciles), tandis que l'Église syriaque majoritaire développait une théologie nestorienne. Les Ghassanides ont été un grand royaume chrétien arabe[réf. nécessaire] en Syrie qui englobait le Sud de la Syrie jusqu'à Yathrib (actuel Médine). Pendant ce même temps, Antioche était sous domination byzantine, et donc l'Église syriaque était répartie entre les différents royaumes.

#### L'Église chaldéenne et l'Église apostolique assyrienne d'Orient
Elle entretenait aussi de bons rapports avec les Assyriens : l'Église d'Antioche était une branche de l'Église d'Orient qui a donné naissance à l'Église catholique chaldéenne, apostolique assyrienne d’Orient, et l'Ancienne Église de l'Orient.

### Expansion musulmane
Au début du VIIe siècle, à Byzance, l'Églises des sept conciles, considérait la doctrine monophysite comme hérétique; elle mène une très lourde guerre contre ce royaume[Lequel ?], vite englouti par une puissance proche ; la faiblesse de ce royaume, le mécontentement des populations devant les entreprises de Byzance, et des rois sans réel pouvoir vont faciliter la conquête[De quoi ?] lors de l'expansion musulmane.

## Histoire
Les chrétiens de syrie sont majoritairement des assyriens.

## Situation actuelle
Avant le conflit en Syrie interne entamé en 2011, les chrétiens jouissaient de la liberté de culte. Leur représentation politique existe, mais reste faible. Cela explique qu'ils aient été considérés comme des soutiens du régime de Bachar el-Assad et parfois pris à partie pour cette raison, la réalité étant beaucoup plus contrastée. Les chrétiens restent plutôt en retrait lors de la guerre civile, certains rallient l'opposition et d'autres le régime, mais la plupart ne soutiennent aucun des deux camps.
Régions de Syrie avec une très forte présence chrétienne:
- Les quartiers est de Damas, surtout Bab Charki et Bab Touma, Qassaa, Ghassani, Koussour, Dwela, Tabbaleh et Kachkoul ainsi que la ville de banlieue de Jaramana dans laquelle ils sont majoritaires, ainsi qu'au nord de Damas, à Maaloula (grecs-catholiques) et Seidnaya, villes saintes et Maaret Seidnaya. 20 % des habitants de Qatana sont chrétiens dans le Rif Dimachq, et il existe une communauté chrétienne à Jdaydet Artouz, et Bloudan. 400 000 chrétiens vivent à Damas et dans sa banlieue, soit 15 à 20 % de la population de la ville.
- Le sud du pays, dans la ville de Salkhad et les alentours, avec une proportion importante à al Soueïda (environ 25 % des habitants sont chrétiens, 60 % druzes), ainsi qu'à Izra et Khabab, majoritairement grecs-catholiques melkites.
- À Homs, troisième ville de Syrie, ils constituent 15-20 % de la population, soit 160 000 à 170 000 personnes principalement réparties dans les quartiers d'al-Hamadiyeh, Bab Sbaa, Al Adawia, Al Mahatta, Al Inshaat, Al Ghouta, etc. ainsi que dans les villes de banlieue de Fairouzeh, Zaidal, Maskanah, Qattinah, dans lesquelles ils sont majoritaires. Dans le gouvernorat de Homs, il en existe d'importantes communautés à Sadad, Haffar, Al Qussayr, Rablah, Al Ghassaniyah, Rabah, Bahour, etc. ainsi que dans les villes entre Homs et Damas, comme Hisyah, Deir Atiyah, Al Nabk...
- La région de Wadi Al Nasara (c'est-à-dire la vallée des chrétiens), comptant environ 70 000 habitants en majorité des chrétiens répartis en une trentaine de villages chrétiens autour du Krak des chevaliers, ainsi qu'a Mashta al Helou, Kafroun, al-Juwaikhat, Safita (1 habitant sur 2), Baqto, Mhairy, Treiz, Al Btar, Barchine, Bsarsar Lebbad, etc.
- Alep (arméniens, grecs-orthodoxes, grecs-catholiques, maronites, syriaques)  : 50 000 chrétiens en 2025. Ils vivent essentiellement à Al Suleymaniah, Al Aziziyah, Al Villat, l'ancien et le nouveau quartier syriaque ainsi qu'à Al Midan.
- Dans le gouvernorat de Hama, les villes de Toumine, Kafr Buhum, Ayyo, Albeh, Mhardeh, Suqaylabiyeh, et Al Bayadiyah sont chrétiennes, ainsi que certains quartiers de la ville-centre de Hama. 100 000 à 150 000 chrétiens habitent ce gouvernorat.
- Dans le gouvernorat de Tartous : 15 % des habitants de Tartous sont chrétiens, et certains villages comme Al Rawda et ses alentours le sont aussi.
- Certains quartiers de Lattaquié sont chrétiens, tout comme la ville de Kessab majoritairement arménienne orthodoxe.
- Environ 2 000 chrétiens vivent dans la ville d'Idlib[2].
- La région d'al Djazireh, 25 % de la population totale, essentiellement autour de Hassaké, Qamichli, Qahtaniah, Malikiyah et Serekaniye et les villages assyriens de la vallée du Khabour.

Entre mars 2011 et fin 2012, on estime que 260 000 chrétiens syriens se sont réfugiés au Liban.
En 2018, l’évêque chaldéen d’Alep, Antoine Audo, affirme que la moitié des 1,5 million de chrétiens aurait quitté la Syrie à cause de la guerre.
En septembre 2017, le député Hammoudé Sabbagh, chrétien et membre du Parti Baas, est élu président du Parlement avec 193 voix sur 252.

### Monuments chrétiens de Syrie

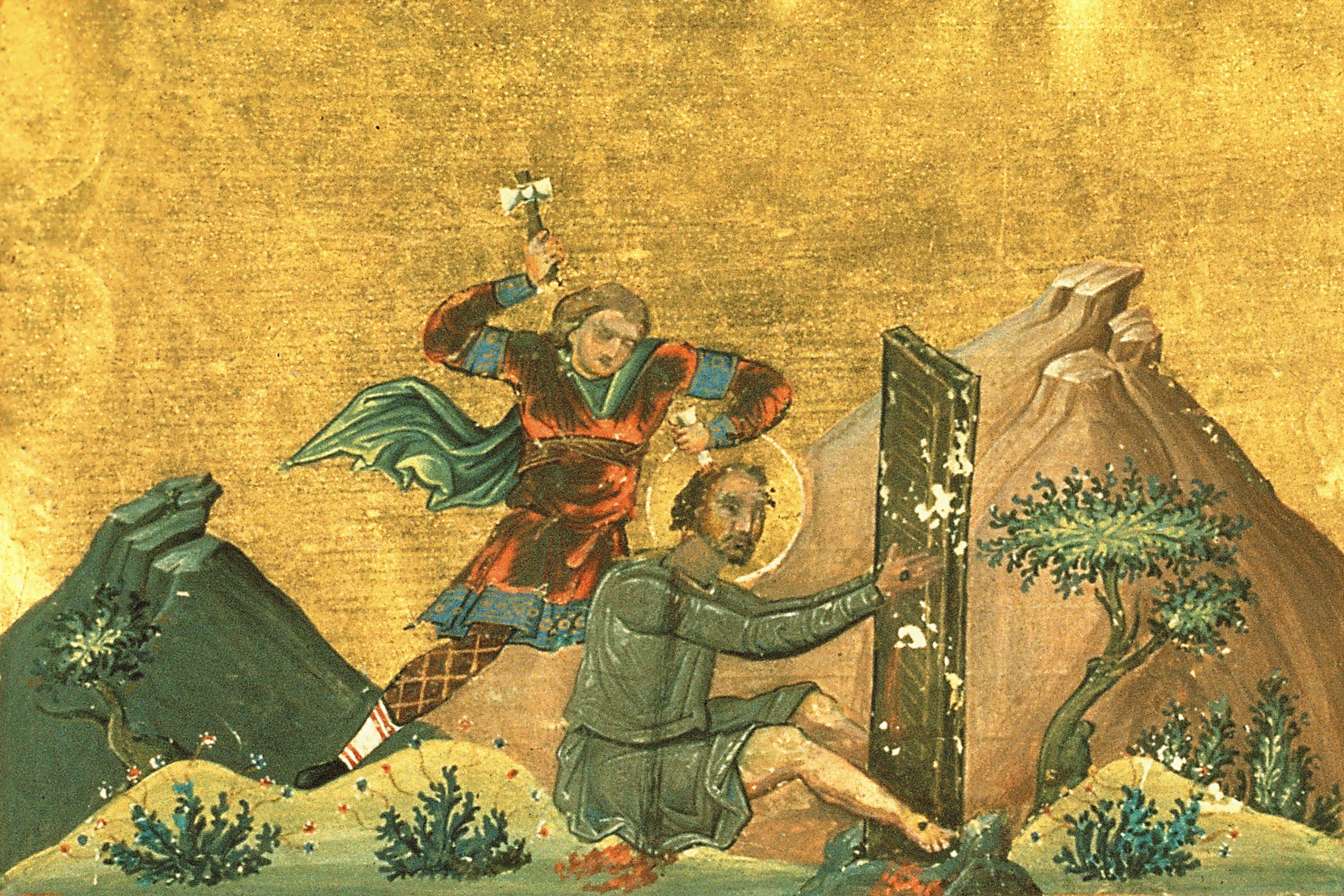
Julien d'Émèse, le martyre de saint Julien, d'après le Ménologe de Basile II.

Depuis 2013, des membres du clergé de chaque ville syrienne ont été maltraités, enlevés, tués ; ainsi à la Bataille d'Al-Qaryatayn, entre Palmyre et Damas, un prêtre syriaque catholique a été enlevé le 22 mai 2015, et s'est enfui le 10 octobre, mais près de 150 paroissiens ont été maintenus captifs. Le 21 août, les djihadistes rasent le monastère de Deir Mar Elian el-Cheikh à l'aide d'un bulldozer,.
- Alep, fut la deuxième ville la plus importante de l'Empire ottoman après Constantinople qui développa un quartier chrétien au XVIe siècle et qui se dota de nombreuses églises. Les bombardements particulièrement orientés vers cette partie de la ville depuis 2011 et plus particulièrement en avril et mai 2015, ont gravement endommagé les cathédrales maronite, melkite, arménienne catholique et complètement détruite l'église arménienne grégorienne des Quarante martyrs qui avait de superbes icônes.
- Homs, fut longtemps un lieu de pèlerinage à Saint Jean-Baptiste auquel on avait élevé un sanctuaire. L'Église syriaque orthodoxe y possèdent depuis le IVe siècle une église dite de la ceinture de la Vierge, dont le patriarche de cette communauté y résida au début du XXe siècle avant de s’installer à Damas ; L'église reconstruite au XIXe siècle dans le style « seldjoukide » caractérisé par l'alternance de pierres noires et blanches « ablaq » ; cette basilique a été endommagée durant la Guerre civile syrienne mais a été restaurée depuis 2014.
- Maaloula, à 55 km au nord de Damas, a une population mixte (2/3 de chrétiens et 1/3 de musulmans)[7]. Le couvent melkite, Saint-Serge conserve un autel du IVe siècle et des icônes précieuses et surplombe l'agglomération ; en contrebas, le couvent orthodoxe de Sainte-Thècle est un lieu de pèlerinage traditionnel pour tous les orthodoxes arabophones. Le Front al-Nosra a occupé Maaloula au début de septembre 2013 ; les miliciens saccagèrent les deux couvents, emmenant en otages à Yabroud treize religieuses qui ne seront libérées au Liban qu'en mars 2014[8].

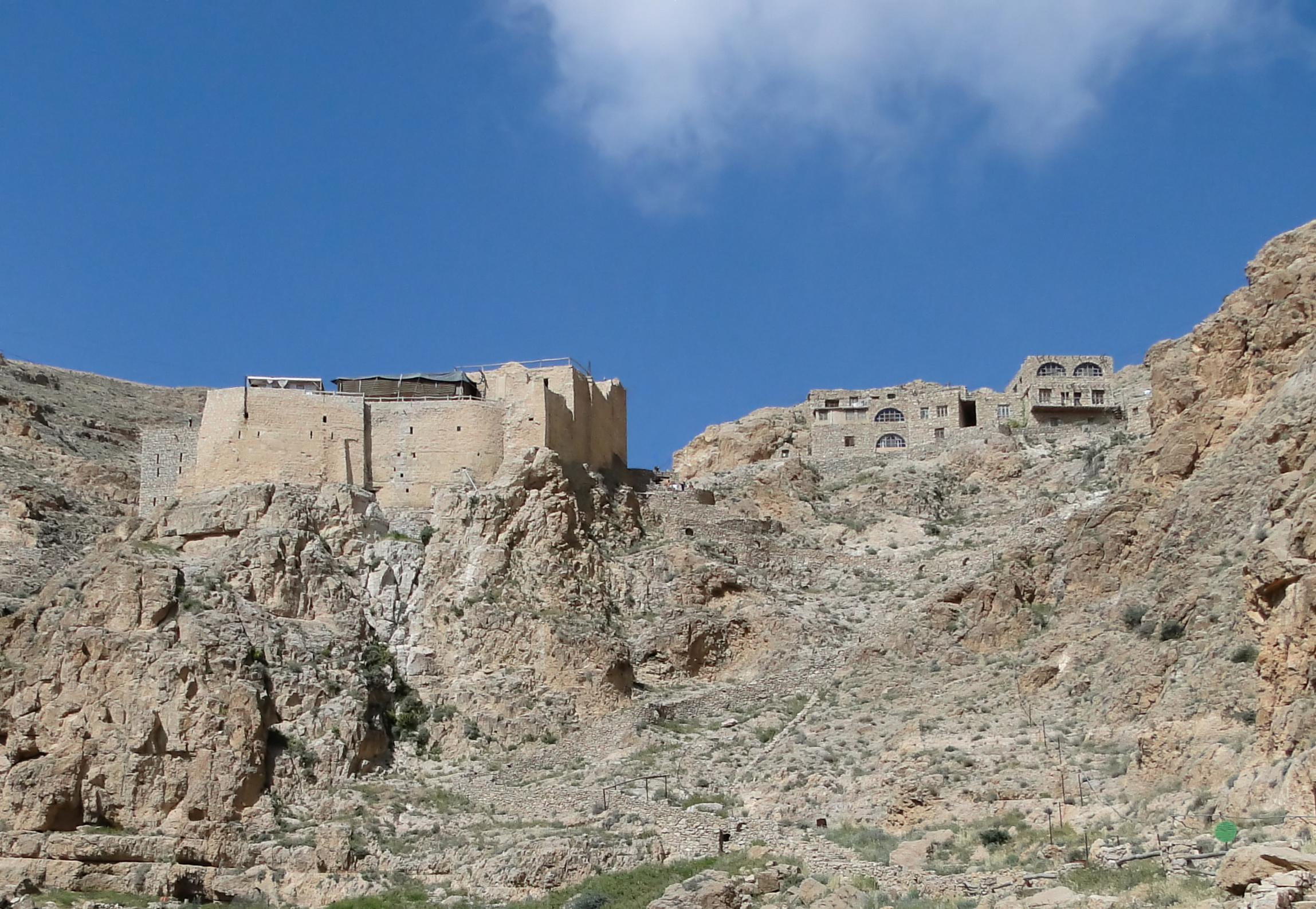
Monastère de Saint-Moïse-l'Abyssin.

- Mar Moussa (Saint-Moïse l'Abyssin), à proximité de Homs, est un couvent appartenant au rite syriaque occidental. Le Père jésuite Paolo Dall'Oglio s'y installa et dégagea des fresques aux superbes couleurs du VIe siècle en 1982[9]. En 1992, il fonde une communauté religieuse œcuménique mixte (qui est normalement contraire au XXe canon du deuxième concile de Nicée), la Communauté al-Khalil (« l'ami de Dieu », en arabe, nom biblique et coranique du patriarche Abraham, qui prône le dialogue entre chrétiens et musulmans). Le lundi 29 juillet 2013, des hommes de l'EIIL, après avoir tué un accompagnateur du père, enlèvent ce dernier[10],[11],[12]. En 2018, une enquête de presse française le considère comme abandonné[13].

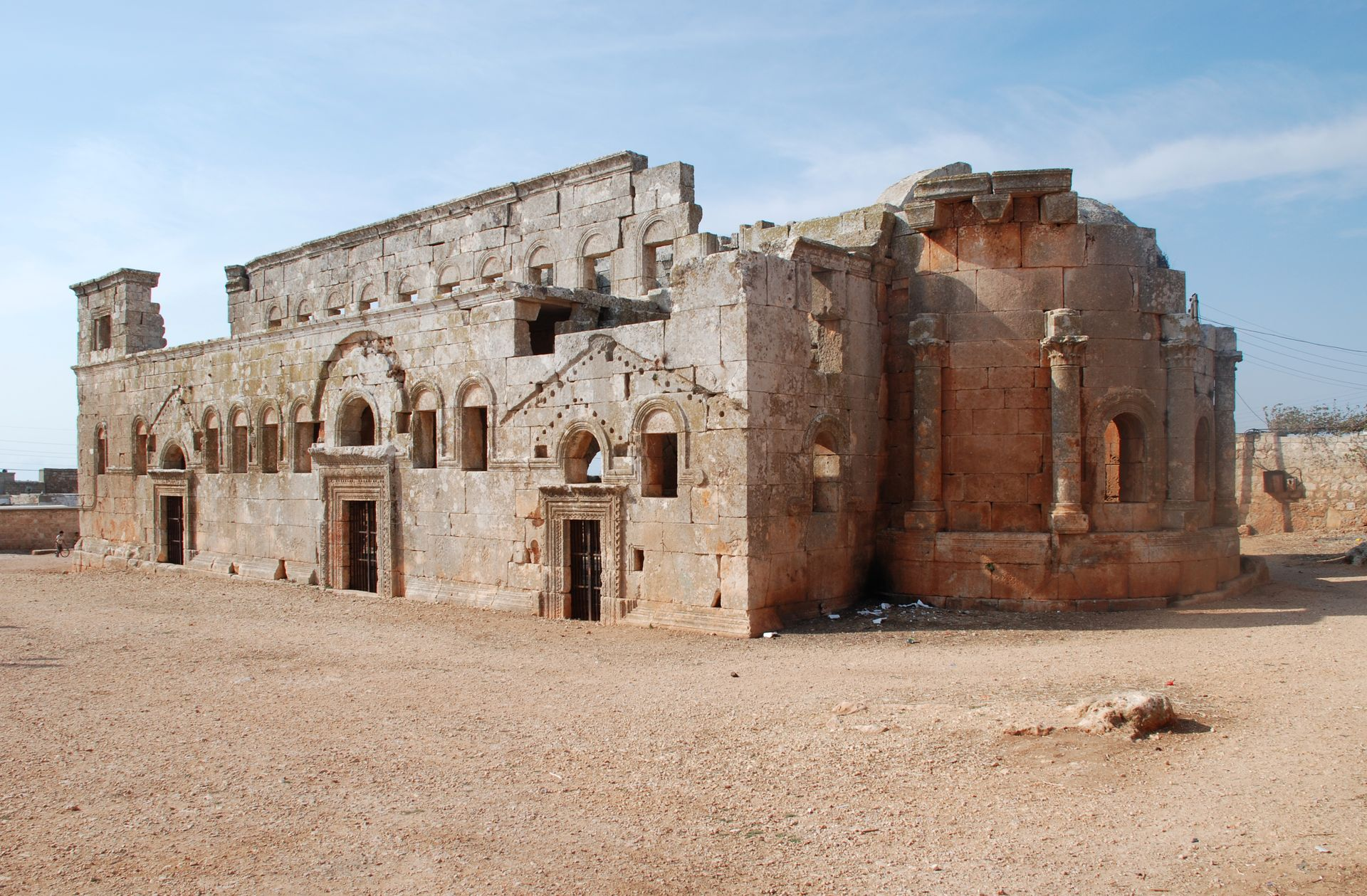
Basilique de Qalb Lozeh.

- Qalb Lozeh et Mouchabbak, sont des basiliques à trois nefs du VIe siècle reconnues par le comte de Vogüé en 1862 dans son ouvrage La Syrie Chrétienne, comme le prototype lointain des façades de nos églises d'Occident. Il écrit de cet art dit « roman » qui sera adopté en Occident au moment des Croisades : « L'enseignement oriental a précédé les Croisades et préparé de longue main le mouvement architectural qui s'est produit aux XIe siècle et XIIe siècle en Occident... C'est à l'abside qu'apparaît de manière plus évidente ce lien de parenté qui unit les églises de la Syrie centrale à celles de l'Occident ».